# Ганн, Томми
Томми Ганн (англ. Tommy Gunn, настоящее имя — Томас Джозеф Страда, англ. Thomas Joseph Strada; родился 13 мая 1967 года, Нью-Джерси, США) — американский порноактёр и режиссёр.

## Биография и карьера
Перед приходом в порноиндустрию Томми работал стриптизёром, путешествуя по стране и миру. Одна из его подруг, которая также была стриптизёршей, попросила его присоединиться к ней в путешествии в Лос-Анджелес. Там он встретил Брэда Армстронга, который помог Томми с началом его порнокарьеры в 2004 году. За свою карьеру Томми Ганн снялся в 1559 фильмах и срежиссировал 4.
В 2010 году он появился в 10-м эпизоде 7-го сезона американского телесериала Красавцы компании HBO.
В 2013 году снялся в эпизодической роли в фильме «Волки», в котором приняли участие известные актеры: Джейсон Момоа, Лукас Тилл, Джон Пайпер-Фергюсон и
Стивен МакХэтти

## Личная жизнь
В течение трёх с половиной лет Томми был женат на американской фотомодели, телеведущей и игроке в покер — Шане Хайатт. C 2005 по 2008 Томми Ганн был женат на порноактрисе Рите Фалтояно.

## Премии и номинации
- 2005 AVN Award — Best Male Newcomer award[6]
- 2006 AVN Award — Best Supporting Actor — Pirates[7]
- 2006 AVN Award — Best Couples Sex Scene «Pornstar» Michael Ninn (with Brittney Skye)[7]
- 2007 AVN Award — Male Performer of the Year.[8]
- 2007 AVN Award — Best oral sex scene «FUCK» Wicked Pictures[8]
- 2007 AVN Award — Best Group sex scene Film «FUCK» Wicked Pictures[8]
- 2007 AVN Award — Best POV Sex Scene «Jacks POV 2» Digital Playground[8]
- 2011 XBIZ Award — Male Performer of the Year[9]
- 2012 XBIZ Award (номинация) — Male Performer of the Year[10]